# Lasiochernes jalzici
Espèce
Lasiochernes jalzici est une espèce de pseudoscorpions de la famille des Chernetidae.

## Distribution
Cette espèce est endémique de Croatie. Elle se rencontre à Cavtat dans la grotte Vilina špilja.

## Description
Le mâle holotype mesure 3,00 mm et la femelle paratype 3,26 mm.

## Systématique et taxinomie
Cette espèce a été décrite par Hlebec et Harvey en 2024.

## Étymologie
Cette espèce est nommée en l'honneur de Branko Jalžić. 

## Publication originale
(juin 2024).
- Hlebec, Harms, Kučinić & Harvey, 2024 : « Integrative taxonomy of the pseudoscorpion family Chernetidae (Pseudoscorpiones: Cheliferoidea): evidence for new range-restricted species in the Dinaric Karst. » Zoological Journal of the Linnean Society, vol. 200, no 3, p. 644–669.